# Embelia retata
Embelia retata är en viveväxtart som beskrevs av Carl Christian Mez. Embelia retata ingår i släktet Embelia och familjen viveväxter. Inga underarter finns listade i Catalogue of Life.